# Rezerwat przyrody Machnowska Góra
Rezerwat przyrody Machnowska Góra – stepowy rezerwat przyrody znajdujący się na terenie gminy Lubycza Królewska, w powiecie tomaszowskim w województwie lubelskim.
- Powierzchnia (dane nadesłane z nadleśnictwa): 25,30 ha[2]
- Rok utworzenia: 2003
- Dokument powołujący: Rozporządzenie nr 81 Wojewody Lubelskiego z 17 grudnia 2003 w sprawie uznania za rezerwat przyrody (Dz. Urz. Woj. Lub. z 2003 r. Nr 213, poz. 4044[3]).
- Cel ochrony (według aktu powołującego): zachowanie ze względów naukowych i dydaktycznych zbiorowisk kserotermicznych z licznymi chronionymi i gatunkami flory i fauny[1].

Dominują zbiorowiska muraw kserotermicznych o charakterze stepowym Festuco-Brometea. Występują tu takie rzadkie i chronione gatunki roślin jak: goryczka krzyżowa, storczyk purpurowy, storczyk kukawka, szafirek miękkolistny, dziewięćsił popłocholistny.